# Ченгелия, Константин Антонович
Константин Антонович Ченгелия (27 марта 1931, Калдахуара, Гудаутский район., Абхазская АССР — 22 мая 2019, Сухум, Абхазия) — советский и абхазский композитор, кавалер ордена «Ахьдз-Апша» III степени, Народный артист Республики Абхазия, лауреат Государственной премии им. Д. Гулиа, ветеран Отечественной войны народа Абхазии 1992—1993 гг., председатель Союза композиторов Абхазии.
Организовывал работу вокально-инструментальных ансамблей «Рица» и «Эрцаху».

## Биография

### Обучение
Первым музыкальным инструментом композитора была скрипка. На его музыкальные способности, абсолютный слух и любовь к народным песням обратил внимание директор музыкального техникума Иван Кортуа. Директор определил его в детскую музыкальную школу-интернат, и будущий композитор стал посещать уроки скрипки. Обучение прервалось, так как началась Великая Отечественная война 1941-45 годов, мальчику пришлось вернуться домой в родное село.
После ВОВ устроился работать на Табачную фабрику, затем поступил в Сухумский государственный институт на физико-математический факультет.
Студентом второго курса Сухумского института поступает на теоретико-композиторский факультет Сухумского музыкального училища.
После окончания музыкального училища Ченгелия поступает в Тбилисскую консерваторию.
В годы учебы в консерватории композитор создает одно из своих лучших произведений «Абхазское каприччио».

### Педагогическая деятельность
Завершив учебу в консерватории, Ченгелия начинает свою преподавательскую деятельность и становится заместителем директора в Сухумском музыкальном училище.
«Важная область творческой жизни Константина Ченгелия связана с его педагогической работой. Он преподавал в музыкальном училище и был завучем этого учреждения, он воспитал яркую плеяду абхазских музыкантов, среди которых такие композиторы, как Нодар Чанба, Вадим Ашуба, Анатолий Алтейба. Его ученики с большой теплотой вспоминают о нем. Константин Ченгелия обладал очень ценным для педагога даром — он умел разглядеть талант, умел сохранить особенность таланта, который человеку дан природой. Поощрял тех, кто был связан с народной абхазской музыкой. Большая часть его учеников были выходцами из абхазских сел и пропитаны национальной абхазской культурой. Константин Ченгелия воспитывал в своих учениках необходимость сохранения национальных традиций с изучением академических форм и норм. Его ученики признают, что огромную роль в их становлении как музыкантов сыграл преподаватель Константин Ченгелия», — рассказывает музыковед, преподаватель Сухумского музыкального училища Асида Царгуш.
После продолжительной болезни скончался в 2019 в Сухуме, в окружении близких.
Похоронен на кладбище в города Сухуме.

## Руководство музыкальными коллективами
Больше 30 лет Константин Ченгелия был художественным руководителем этнографического хора абхазских долгожителей «Нартаа». в 1974 году на международном фольклорном фестивале в Будапеште ансамбль «Нартаа» был удостоен главного приза «Золотой павлин».
В период грузино-абхазского конфликта организованный Константином Ченгелия ансамбль «Аиааира» дал 102 концерта на линии фронта и в госпиталях. В дни войны им было написано около 60 песен.

## Изданные музыкальные произведения
Самым исполняемым симфоническим произведением является «Абхазское каприччио».
В дни Отечественной войны народа Абхазии 1992—1993 гг. Константином Ченгелия было написано около 60 песен, среди которых «Девчонка в форме бойца» на слова Д. Зантария, «Гимн Победы» и «Легендарный герой Мушни Хварцкия» на слова Р. Смыр.
Символом Победы в грузино-абхазском конфликта 1991—1992 стала песня на слова Л. Тванба «Аиааира».
Песни:
- «Черкоокая»
- «Если солнце для меня в вправду солнце»
- «От тебя, красавица, скрыть я не могу»
- «Девчонка в форме бойца»
- «Песня абхаза»
- «Уарада»
- «Абхазия»

Обработка народных песен:
- «О герое Озбак»
- «Песня ранения»
- «Черноокая»
- «Девчонка в форме бойца»

## Семья
Жены
Первая жена (1960) — Леля Барцыц
Вторая жена (2006) — Ева Аршба

## Дискография
1982 — Симфоническая музыка композиторов Абхазии (Мелодия)
Сторона 1
П.Петров Концерт для фортепиано № 1 с оркестром в трех частях
К. Ченгелия. Абхазское каприччио
Р. Гумба. Радость, Симфоническая картинка
Алла Отырба, фортепиано
Симфонический оркестр телевидения и радио Грузии
Дирижер Анатолий Хагба
Сторона 2
Л. Чепелянский. Дмитрий Гулия, поэма
М. Берикашвили. Песнь раненого
А. Чичба. Интермеццо
Симфонический оркестр телевидения и радио Грузии
Дирижер Тариел Дугладзе
2016 — Песнь Абхаза (Мелодия)